# La Sénia
La Sénia è un comune spagnolo di 5 365 abitanti situato nella comunità autonoma della Catalogna.